# Acrotemnus streckeri
 (novembre 2023).
Espèce
Acrotemnus streckeri est une espèce fossile de poissons à nageoires rayonnées de la famille également fossile des Pycnodontidae qui ont vécu au cours du Turonien moyen du Crétacé supérieur.

## Classification
L'espèce Acrotemnus streckeri est décrite en 1939 par le paléontologue américain Claude W. Hibbard (d) (1905-1973),. 

## Répartition
Des restes fossiles de Acrotemnus streckeri ont été mis au jour au Texas.